# All Apologies
«All Apologies» es una canción y sencillo del grupo musical estadounidense Nirvana. Es la duodécima canción y la pista final (excluyendo la pista secreta que aparece en algunas ediciones del álbum «Gallons of Rubbing Alcohol Flow through the Strip») del álbum de estudio 1993 titulado In Utero, siendo también el segundo sencillo del álbum (como doble lado A junto con «Rape Me»).

## Historia
«All Apologies» fue escrita en 1990, cuatro años antes de la muerte de su autor Kurt Cobain y la subsecuente disolución de Nirvana.
La más temprana versión de estudio conocida de la canción fue grabada el 1 de enero de 1991 por Craig Montgomery en Seattle, Washington. Las letras de la canción y los arreglos cambiaron en el transcurso de los dos años siguientes, sin que ninguna presentación de la canción en concierto previa a la grabación de In Utero sonara igual a una de esa misma época. Las más tempranas versiones de la canción, incluyendo esa versión de estudio de 1991, presentan inclusive un tercer verso y coro.
La versión final fue grabada en febrero de 1993 por Steve Albini en Cannon Falls, Minnesota y presenta a Kera Schaley en el violonchelo. Fue lanzado junto a «Rape Me» como el segundo sencillo del álbum, pero como ningún video musical fue hecho, se promocionó en MTV usando material de la reciente presentación de la banda en MTV Unplugged.
La canción fue nominada en 1995 a dos Premios Grammy, uno por mejor canción de rock y otro por mejor interpretación rock de un dúo o grupo con vocalista, perdiendo en ambas nominaciones.
Fue ubicada en el puesto 455 de Las 500 mejores canciones de todos los tiempos según Rolling Stone.

## Significado
Como muchas canciones de Nirvana, «All Apologies» no se define por un significado específico, sino por la atmósfera y el estado de ánimo que comunica.
La versión de estudio de 1991 ofrece un arreglo «pegajoso», que incluía inclusive una pandereta, sugiriendo que Cobain primero la veía como una simple y pegajosa canción de pop, muy similar a los primeros sencillos de The Beatles. Sin embargo, por el tiempo que era grabada para In Utero, la canción había adoptado un tono más «oscuro», dándole cierta finalidad a letras como la línea del coro: «In the sun I feel as one - married/ buried» («En el sol me siento como uno - casado/enterrado»).
Pese a esta «oscuridad», la versión final aún tiene un toque pop, finalizando con la línea «All in all is all we are» («Al fin y al cabo es todo lo que somos»), cantada sobre el riff de la canción, que es acompañado por distorsión y por retroalimentación de guitarra, muy similar del mantra «Jai Guru Deva Om» que cierra «Across the Universe» de The Beatles.
Vale la pena destacar que Cobain dedicó «All Apologies» a su esposa Courtney Love y a su hija Frances Bean durante la conocida aparición de Nirvana en el Reading Festival de 1992.

## Otras versiones
- La versión acústica aparece en el álbum de 1994, MTV Unplugged in New York y en la compilación de 2002, Nirvana.

- Un demo acústico casero aparece en el box set de 2004, With the Lights Out y en la compilación de 2005, Sliver - The Best of the Box.

- Una versión en vivo aparece en el álbum de 2009, Live at Reading junto con «Tourette's» y «Dumb».

## Versiones por otros artistas
«All Apologies» ha sido versionada por:
- La cantante irlandesa Sinéad O'Connor.
- El músico de jazz estadounidense Herbie Hancock.
- La banda canadiense de punk rock D.O.A. en el álbum tributo a Nirvana Smells Like Bleach
- La banda estadounidense de rock cristiano DC Talk.
- La banda británica de rock Placebo.
- La banda de pop punk Finch.
- La banda francesa Aston Villa.
- La cantante Kathryn Williams.
- La banda navarra Berri Txarrak.
- El músico argentino Lisandro Aristimuño.
- La banda de jazz estadounidense Todd's Clouser: A Love Electric.

La versión de DC Talk reemplaza la línea «Everyone is gay» («Todo el mundo es gay») por «Jesus is the way» («Jesús es el camino»).

## Lista de canciones
Todas las canciones escritas por Kurt Cobain.

| N.º | Título                   | Duración |  |
| 1.  | «All Apologies» (Lado A) | 3:50     |  |
| 2.  | «Rape Me» (Lado A)       | 2:49     |  |
| 3.  | «Moist Vagina» (Lado B)  | 3:34     |  |

- Algunas versiones del sencillo censuran «Moist Vagina», cambiándole el nombre a «MV».

## Posicionamiento en listas
| Listas (1993/1994)                        | Mejor posición |
| ----------------------------------------- | -------------- |
| Australian ARIA Singles Chart             | 58             |
| Belgian Singles Chart (Flanders)          | 43             |
| Canadá RPM Singles Chart                  | 41             |
| French Singles Chart                      | 20             |
| Irish Singles Chart                       | 20             |
| New Zealand Singles Chart                 | 32             |
| UK Singles Chart                          | 32             |
| U.S. Billboard Hot Mainstream Rock Tracks | 4              |
| U.S. Billboard Hot Modern Rock Tracks     | 1              |
| US Billboard Hot 100 Airplay              | 45             |